# Mouriri nervosa
Mouriri nervosa är en tvåhjärtbladig växtart som beskrevs av Pilg.. Mouriri nervosa ingår i släktet Mouriri och familjen Melastomataceae. Inga underarter finns listade i Catalogue of Life.